# Classica di Amburgo 2012
La Classica di Amburgo 2012 (ufficialmente Vattenfall Cyclassics per motivi di sponsorizzazione), diciassettesima edizione della corsa, valevole come ventiduesima prova dell'UCI World Tour 2012, si svolse il 19 agosto 2012 per un percorso totale di 245,9 km. Fu vinta dal francese Arnaud Démare, al traguardo con il tempo di 6h 03' 19" alla media di 40,6 km/h.
Al traguardo 132 ciclisti portarono a termine il percorso.

## Squadre partecipanti
| N.    | Cod. | Squadra                |
| ----- | ---- | ---------------------- |
| 1-8   | SKY  | Sky Procycling         |
| 11-18 | LTB  | Lotto-Belisol Team     |
| 21-28 | AST  | Astana Pro Team        |
| 31-38 | LIQ  | Liquigas-Cannondale    |
| 41-48 | KAT  | Katusha Team           |
| 51-58 | OPQ  | Omega Pharma-Quickstep |
| 61-68 | BMC  | BMC Racing Team        |
| 71-78 | RNT  | RadioShack-Nissan      |
| 81-88 | OGE  | Orica-GreenEDGE        |
| 91-98 | GRS  | Garmin-Sharp           |

| N.      | Cod. | Squadra               |
| ------- | ---- | --------------------- |
| 101-108 | MOV  | Movistar Team         |
| 111-118 | EUS  | Euskaltel-Euskadi     |
| 121-128 | LAM  | Lampre-ISD            |
| 131-137 | RAB  | Rabobank Cycling Team |
| 141-148 | VCD  | Vacansoleil-DCM       |
| 151-158 | ALM  | AG2R La Mondiale      |
| 161-168 | FDJ  | FDJ-BigMat            |
| 171-178 | STB  | Saxo Bank             |
| 181-188 | ARG  | Argos-Shimano         |
| 191-198 | APP  | Team NetApp           |

## Ordine d'arrivo (Top 10)
| Pos. | Corridore            | Squadra        | Tempo    |
| ---- | -------------------- | -------------- | -------- |
| 1    | Arnaud Démare        | FDJ-BigMat     | 6h03'19" |
| 2    | André Greipel        | Lotto-Belisol  | s.t.     |
| 3    | Giacomo Nizzolo      | RadioShack     | s.t.     |
| 4    | Tom Boonen           | Omega Pharma   | s.t.     |
| 5    | Edvald Boasson Hagen | Sky Procycling | s.t.     |
| 6    | Mark Renshaw         | Rabobank       | s.t.     |
| 7    | Heinrich Haussler    | Garmin-Sharp   | s.t.     |
| 8    | Manuel Belletti      | AG2R La Mond.  | s.t.     |
| 9    | Tom Veelers          | Argos-Shimano  | s.t.     |
| 10   | Borut Božič          | Astana         | s.t.     |